# Itik Rendai
Itik Rendai is een bestuurslaag in het regentschap Lampung Timur van de provincie Lampung, Indonesië. Itik Rendai telt 2404 inwoners (volkstelling 2010).